# سامي محمد زيدان
سامى بن محمد حسين زيدان هو أكاديمي سعودي وعضو في مجلس الشورى السعودي منذ أن تم تعيينه بأمر ملكي في 3 ربيع الأول، 1438هـ الموافق لـ2 ديسمبر 2016م. ولد سامي زيدان في مكة المكرمة، بتاريخ 1/7/1367هـ. شارك ممثلاً عن الشركة السعودية للنظم الإلكترونية، في تأسيس الشركة الدولية لهندسة النظم، إحدي شركات التوازن الاقتصادي.

## الحياة التعليمية
حاز على درجة البكالوريوس في الرياضيات من جامعة كاليفورنيا في دافيس عام 1970م. والماجستير في علوم الحاسب الآلي من جامعة أريزونا في عام 1972م والدكتوراه في الحاسب الآلي من جامعة جنوب كاليفورنيا عام 1980م.

## الحياة المهنية
- عضو مجلس الشورى اعتباراً من 3/3/1434هـ[2]
- عضو مجلس إدارة الشركة السعودية العالمية للبتروكيماويات منذ 10 ديسمبر 2010م[2]
- كلف بمهام مدير عام الإدارة العامة للمعلومات بالأمانة العامة لهيئة تطوير مكة المكرمة والمدينة المنورة والمشاعر المقدسة ابتداءا من 01 محرم 1428هـ[2]
- مستشار متفرغ لتقنية المعلومات والاتصالات بالأمانة العامة لهيئة تطوير مكة المكرمة والمدينة المنورة والمشاعر المقدسة، من ربيع الأول 1425هـ حتى ربيع الآخر 1429 هـ[2]
- رئيس مجلس إدارة شركة المعلوماتية (Informatics) من عام 1991م[2]
- أستاذ مساعد، جامعة الملك فهد للبترول والمعادن، كلية الهندسة، قسم هندسة النظم، فرع الحاسب الآلي. 1980م-1986م[2]
- معيد بجامعة الملك فهد للبترول والمعادن، كلية العلوم، قسم الرياضيات. 1972م-1980م[2]
- شارك في تأسيس الشركة السعودية للنظم الإلكترونية (ADS). رئيس مجلس إدارتها منذ عام 1979م[2]
- شارك في تأسيس شركة نظم وأجهزة الكمبيوتر (CASH) والتي مثلت شركة (Intergraph) الأمريكية لنظم المعلومات الجغرافية وحفظ الخرائط والمخططات[2]

## وصلات خارجية
- موقع مجلس الشورى السعودي الرسمي.
- معرض صور مجلس الشورى السعودي.